# Acumau
Acumau (Asumau, Açumau) ist ein osttimoresischer Suco im Verwaltungsamt Remexio (Gemeinde Aileu).

## Geographie

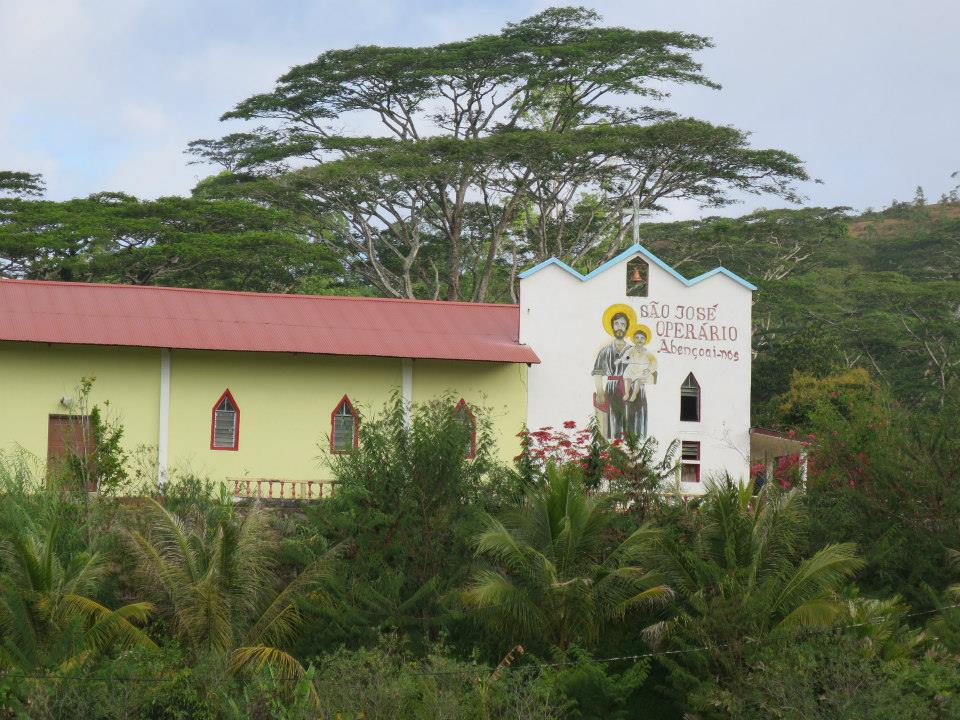
Die Kirche José Operário in Remexio

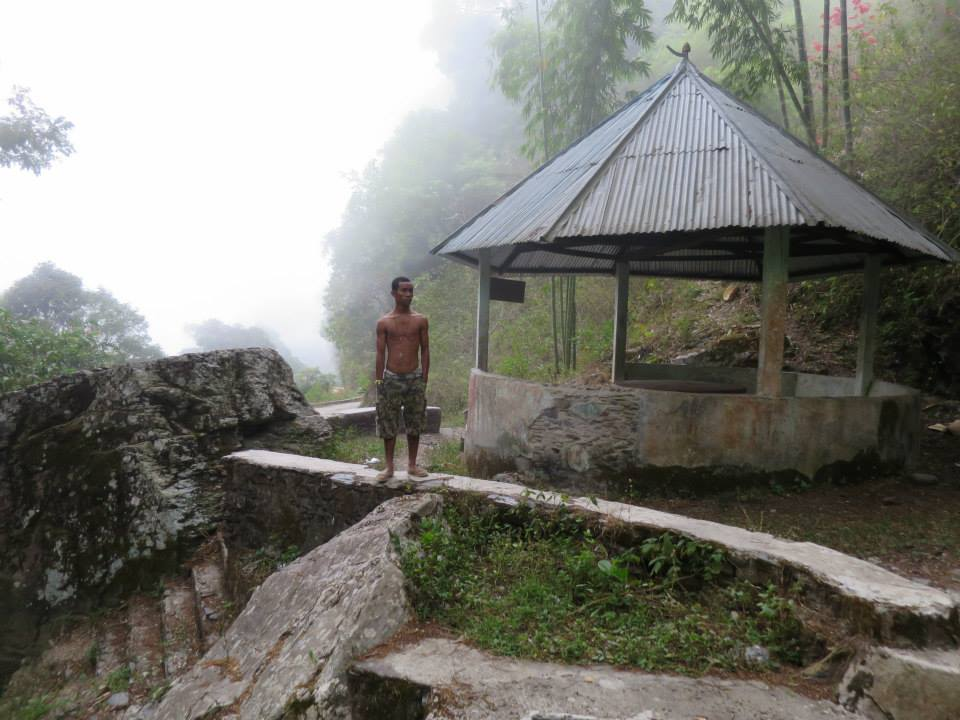
Brunnen bei Remexio

Der Suco liegt im Nordwesten des Verwaltungsamts Remexio. Nordöstlich liegt der Suco Liurai, östlich der Suco Tulataqueo, südöstlich der Suco Faturasa und südlich die Sucos Fadabloco und Fahisoi. Im Südwesten grenzt Acumau an das Verwaltungsamt Aileu mit seinem Suco Aissirimou und im Westen an das Laulara mit seinem Suco Talitu. Im Norden liegt die Gemeinde Dili mit dem Verwaltungsamt Cristo Rei und dessen Sucos Camea und Cristo Rei. Acumau hat eine Fläche von 36,08 km² und teilt sich in die drei Aldeias Aimerahun, Fatumanaro (Fatu Manaru) und Leroliça (Lerolissa). Entlang der Südgrenze fließt der Fluss Bauduen. In ihn mündet der in Acumau entspringende Aikoereima. Nah der Ostgrenze entspringt der Cihohani. Die Flüsse gehören zum System des Nördlichen Laclós. Der rechte Quellfluss des Quiks entspringt in Acumau, der linke kommt in den Suco aus Talitu. Beide Flüsse fließen parallel zueinander nach Norden nach Hera ab, wo sie sich vereinen. Außerhalb der Regenzeit fällt dieses Flusssystem trocken. Die Quellflüsse des Quiks führen durch Täler, die auf einer Meereshöhe von etwa 300 m liegen. Der höchste Punkt des Sucos liegt auf einem Hügel in der Aldeia Leroliça bei etwa:1200 m.
Im Zentrum Acumaus liegt in der Aldeia Aimerahun Remexio, der Hauptort des gleichnamigen Verwaltungsamts. Eine Überlandstraße durchquert Ort und Suco von West nach Ost und verbindet sie mit Laclo im Osten und der Landeshauptstadt Dili im Nordwesten. Im Westen zweigen sich von ihr Überlandstraßen nach Namolesso im Süden und der Gemeindehauptstadt Aileu im Südwesten ab. An dieser Kreuzung liegt das Dorf Leroliça. Das Zentrum von Fatumanaro bildet ein einzelnes Gebäude auf einem Berg, während sich die Häuser des Dorfes Lakeru Laran sich um die Kirche Evangélica Presbiteriana Nazareno Caisabe der Igreja Evangélica Presbiteriana de Timor-Leste (IEPTL) zwei Kilometer weiter nördlich verteilen. Diese kamen erst nach der letzten Gebietsreform von 2015 zur Aldeia Fatumanaro und dem Suco Acumau. Caisabe ist die Aldeia weiter nördlich, die zum Suco Camea gehört. Um Remexio herum befinden sich mehrere kleine Orte: Remexio Lama, Aicoarema, Ailortelu, Carahili und Lolemailulu.
Um den Dorfplatz von Remexio herum gruppieren sich die Katholische Grund- (Escola Primeira Catolico) und Sekundarschulen (Escola Secundaria ESC) São José Operário, die gleichnamige Kirche, der Sitz des Verwaltungsamtes, die Grundschule (Escola Básica EB) Acumau, ein kommunales Gesundheitszentrum und das Konvent der Dominikanerinnen. Östlich befindet sich der Markt und im Nordwesten die Zentrale Grundschule (Escola Básica Central EBC) Remexio und der Sitz des Sucos Acumau. Außerdem gibt es im Dorf eine Polizeistation. Der Dorfplatz dient bei Bedarf als Hubschrauberlandeplatz. Auch in Leroliça befindet sich eine Grundschule.

## Einwohner

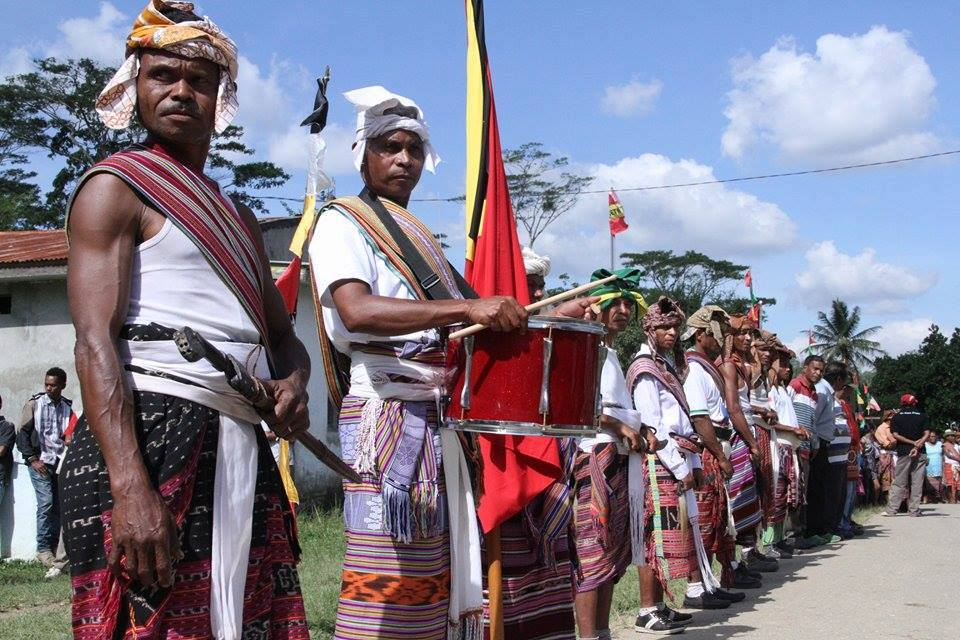
Empfangskomitee in Acumanu (2016)

Im Suco leben 3.219 Einwohner (2022), davon sind 1.684 Männer und 1.535 Frauen. Im Suco gibt es 593 Haushalte. Etwas über 60 % der Einwohner geben Tetum Prasa als ihre Muttersprache an. Knapp 30 % sprechen Mambai, etwa 10 % Lolein. Acumau ist das Zentrum der Lolein-Sprecher. Sie leben in der Aldeia Aimerahun.

## Geschichte

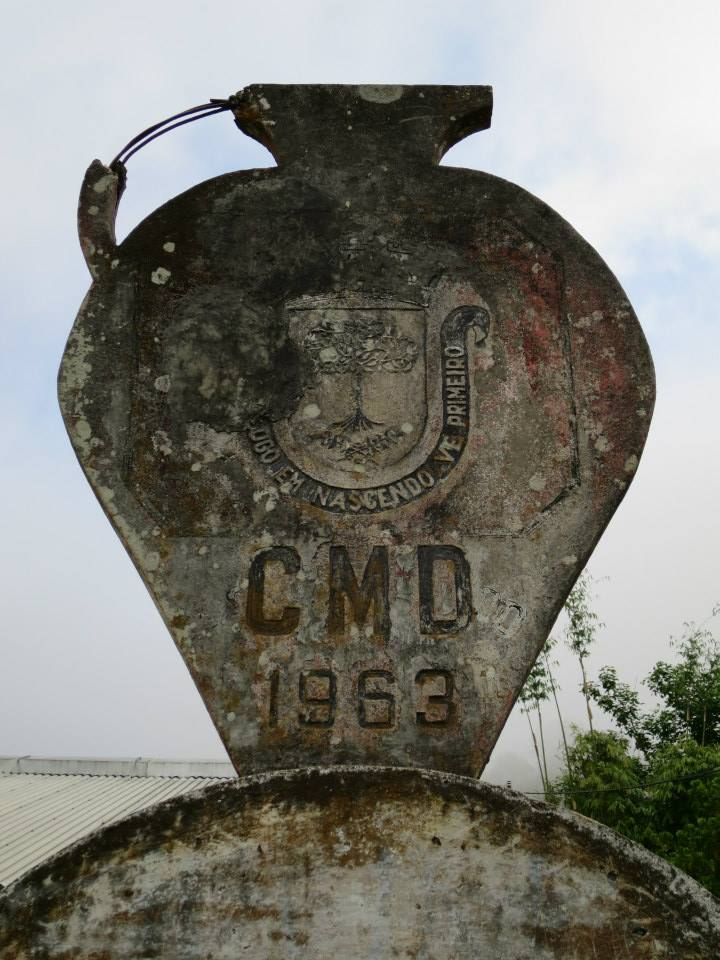
Dieses portugiesische Denkmal von 1963 zeigt die damalige Zugehörigkeit des Ortes Remexio zum Kreis Dili an

Remexio war 1976 ein Rückzugsgebiet der FALINTIL, die gegen die indonesischen Invasoren kämpfte. Hier gründete sie eine base de apoio, eine Widerstandsbasis, die Zuflucht für Flüchtlinge aus Remexio, Laclo, Aileu und Dili bot. Hier gab es auch ein Umerziehungslager (Renal), in dem Verdächtigte von der FALINTIL inhaftiert wurden. Aufgrund der schlechten Versorgung starben einige Insassen. Später wurde die Basis von den Indonesiern zerstört.
Von 1978 bis Ende 1979 gab es beim Ort Remexio ein indonesisches Lager für Osttimoresen, die zur besseren Kontrolle von den Besatzern umgesiedelt werden sollten. Hier lebten 4000 Menschen unter katastrophalen Bedingungen, die von Journalisten dokumentiert wurden. Sie hatten das Camp zusammen mit elf ausländischen Botschaftern und dem damaligen indonesischen Außenminister Mochtar Kusumaatmadja am 6. und 7. September 1978 besucht. Fotos von unterernährten Erwachsenen und Kindern aus dem Camp wurden weltweit in Zeitungen veröffentlicht. Viele Menschen starben an Hunger und Durchfallerkrankungen. Zwischen 1970 und 1980 sank die Bevölkerungszahl von Remexio von 7851 auf 4880 um 37,8 %.
Am 6. September wurde der gesamte damalige Subdistrikt in der Operation Donner durch pro-indonesische Milizen verwüstet. Nur wenige Tage vorher hatte sich die Bevölkerung Osttimors in einem Referendum für die Unabhängigkeit von Indonesien ausgesprochen. Häuser und öffentliche Einrichtungen, wie Schulen, wurden niedergebrannt. Auch die Wasserleitung und die Stromgeneratoren wurden zerstört.

## Politik
Bei den Wahlen von 2004/2005 wurde Domingos Soares zum Chefe de Suco gewählt. Bei den Wahlen 2009 gewann Adão Fernandes und wurde 2016 in seinem Amt bestätigt.